# Lindelöfrum
Ett topologiskt rum {\displaystyle (X,{\mathcal {T}})} säges vara ett Lindelöfrum om varje framställning av mängden {\displaystyle X} som en union av öppna mängder, kan reduceras till en framställning av {\displaystyle X} som en union av uppräkneligt många öppna mängder:
{\displaystyle X=\bigcup _{i\in I}A_{i}\quad \Longrightarrow \quad X=\bigcup _{n=1}^{\infty }A_{i_{n}},\qquad A_{i},A_{i_{n}}\in {\mathcal {T}}.}
Lindelöfrum är uppkallade efter den finländske matematikern Ernst Lindelöf. 

## Egenskaper av Lindelöfrum
Ett Lindelöfrum är kompakt om och endast om det är uppräkneligt kompakt.
Alla  sigma-kompakta rum är Lindelöfrum.
Ett slutet delrum av ett Lindelöfrum är alltid ett Lindelöfrum, men ett öppet delrum är inte nödvändigtvis ett Lindelöfrum